# Alaa Alhamwi
Alaa Alhamwi (arabisch علاء الحموي, DMG ʿAlāʾ al-Ḥamwī) (geb. 17. April 1984 in Damaskus) ist ein deutscher Politiker (Bündnis 90/Die Grünen). Gemeinsam mit Greta Garlichs war er von 2023 bis 2025 Vorsitzender von Bündnis 90/Die Grünen Niedersachsen. Seit 2025 ist er Mitglied des Deutschen Bundestages.

## Leben
Alaa Alhamwi ist am 17. April 1984 in Damaskus, Syrien geboren. Er ist verheiratet und hat zwei Kinder. Für sein Masterstudium in Bereich der Erneuerbaren Energien verließ Alhamwi Syrien im Jahr 2011 und zog nach Kairo. 2012 kam er nach Deutschland, um sein Masterstudium zu absolvieren. Seitdem lebt und arbeitet er in Oldenburg (Oldb). Zudem ist er Hobbyimker.

## Studium und Beruf
2003 begann er sein Bachelorstudium in Maschinenbau und Energietechnik an der Universität Aleppo. Sein Masterstudium in Luftfahrt unterbrach er 2011. Stattdessen machte er einen doppelten Master of Science (M.Sc.) in erneuerbaren Energien und Energieeffizienz für den Nahen Osten und Nordafrika (REMENA) an der Universität Kairo in Ägypten und der Universität Kassel mit Unterstützung durch ein Stipendium des DAAD (Deutscher Akademischer Austauschdienst). Nach dem erfolgreichen Abschluss seiner Masterarbeit arbeitete Alhamwi für das Deutsche Zentrum für Luft und Raumfahrt (DLR) als Wissenschaftlicher Mitarbeiter im Bereich der Energiesystemanalyse. Danach promovierte er im Bereich der urbanen Energiesysteme beim DLR und an der Uni Oldenburg. So erhielt er 2018 seinen Doktortitel der Ingenieurwissenschaften (Dr.-Ing.) von der Carl von Ossietzky Universität Oldenburg. In seiner Doktorarbeit beschäftigte er sich mit der Optimierung von städtischen Energiesystemen unter Anwendung von Geoinformationssystem (GIS) und Open-Source-Daten. Im Rahmen seiner Promotion entwickelte Alhamwi das Modell FlexiGIS. FlexiGIS ist ein Open-Source-GIS-basiertes Modell für die Modellierung von Energiesystemen und Flexibilitätsoptionen in urbanen Räumen. 
Neben seiner politischen Tätigkeit arbeitet er Teilzeit als Postdoc für das Deutsche Zentrum für Luft und Raumfahrt und erforscht im Bereich der Energiesystemanalyse mit dem Fokus auf die Integration von grünem Wasserstoff im urbanen Energiesysteme.

## Politik
2014 trat Alhamwi der Partei Bündnis 90/Die Grünen in Oldenburg bei. Im Rahmen seines Promotionsstipendiums durch die Heinrich-Böll-Stiftung setzte er sich für die ideale Förderung der Stiftung ein und engagierte sich in verschiedenen Gremien der Stiftung. Seit 2021 engagiert sich Alhamwi ehrenamtlich in der Kommunalpolitik und kandidierte für den Stadtrat Oldenburg. Er gewann das Direktmandat in seinem Wahlbereich, sitzt für seine Partei im Stadtrat in den Ausschüssen: Stadtgrün, Umwelt und Klima als Vorsitzender und in Wirtschaftsförderung, Digitalisierung und internationale Zusammenarbeit. Darüber hinaus wurde er vom Stadtrat und EU-Gemeinderat in die EU-Kommission Partnerschaft „Europa fängt in der Gemeinde an“ entsandt. Alhamwi ist Vorstandsmitglied der Europa-Union/Europäische Föderalisten Oldenburg, einer überparteilichen und unabhängigen europäischen Bürgerbewegung, die sich für ein föderales Europa und den europäischen Einigungsprozess einsetzt. Er sitzt auch für seine Partei im Aufsichtsrat des Technologie- und Gründerzentrum Oldenburg (TGO).
Im Jahr 2023 kandidierte er für den Landesvorsitz der Grünen in Niedersachsen und gewann die Wahl. Damit war er der erste Vorsitzende der Grünen Niedersachsen mit Migrationsgeschichte. Er amtierte bis 2025.
Alhamwi kritisiert den seiner Meinung nach übertriebenen Ausbau der LNG-Terminals in Deutschland und fordert eine gemeinsame integrierte europäische Energiepolitik. Er setzt sich für die Nutzung und Förderung von Geothermie und Abwärme in Verbindung mit Wärmepumpen ein. Alhamwi setzt sich politisch sowie wissenschaftlich für die Entwicklung von grünem Wasserstoff ein.
Bei der Bundestagswahl 2025 kandidierte Alaa für das Direktmandat des Bundestagswahlkreises Oldenburg – Ammerland und erlangte über Listenplatz 8 ein Mandat für den 21. Bundestag.

## Publikationen
Ausgewählte wissenschaftliche Veröffentlichungen:
- Alhamwi et al.: Optimal mix of renewable power generation in the MENA region as a basis for an efficient electricity supply to Europe. In: EPJ Web of Conferences. EDP Sciences, Band 79, 2014, Artikel Nr. 03004, doi:10.1051/epjconf/20137903004
- Alhamwi et al.: Moroccan National Energy Strategy reviewed from a meteorological perspective. In: Energy Strategy Reviews. Band 6, 2015, S. 39–47, doi:10.1016/j.esr.2015.02.002
- Alhamwi et al.: GIS-based urban energy systems models and tools: Introducing a model for the optimisation of flexibilisation technologies in urban areas. In: Applied Energy. Band 191, 2017, S. 1–9, doi:10.1016/j.apenergy.2017.01.048
- Alhamwi et al.: OpenStreetMap data in modelling the urban energy infrastructure: a first assessment and analysis. In: Energy Procedia. Band 142, 2017, S. 1968–1976, doi:10.1016/j.egypro.2017.12.397
- Alhamwi et al.: Modelling urban energy requirements using open source data and models. In: Applied Energy. Band 231, 2018, S. 1100–1108, doi:10.1016/j.apenergy.2018.09.164
- Alhamwi et al.: FlexiGIS: an open source GIS-based platform for the optimisation of flexibility options in urban energy systems. In: Energy Procedia. Band 152, 2018, S. 941–946, doi:10.1016/j.egypro.2018.09.097
- Alhamwi et al.: Development of a GIS-based platform for the allocation and optimisation of distributed storage in urban energy systems. In: Applied Energy. Band 251, 2019, Artikel Nr. 113360, doi:10.1016/j.apenergy.2019.113360
- Ranalli and Alhamwi: Configurations of renewable power generation in urban energy systems using open source data and models: with case study. In: Applied Energy. Band 269, 2020, Artikel Nr. 115027, doi:10.1016/j.apenergy.2020.115027
- Alhamwi et al: Modeling Urban Street Lighting Infrastructure Using Open Source Data Sets. In: ETG Congress 2021. IEEE Xplore, VDE, 2021, S. 1–6, document/9469640
- Alhamwi et al.: Open Source Tool for the Analysis and Simulation of Urban Energy Infrastructures. In: OSMSES. IEEE Xplore, 2022, S. 1–6, doi:10.1109/OSMSES54027.2022.9769155